# مارتیکا
مارتیکا (انگلیسی: Martika؛ زادهٔ ۱۸ مهٔ ۱۹۶۹) یک موسیقی‌دان اهل ایالات متحده آمریکا است. وی از سال ۱۹۸۲ میلادی تاکنون مشغول فعالیت بوده‌است.